# ZALA Kub-BLA
Lo ZALA Kub-BLA, in russo Куб-БЛА (dove БЛА è l'acronimo di Беспилотный Летательный Aппарат, ossia "veicolo aereo senza pilota"), talvolta chiamato anche semplicemente "KUB", "KYB" o "Cube", è una munizione circuitante, un tipo di arma noto anche come "drone suicida", in miniatura sviluppata e realizzata da un'azienda del gruppo Kalašnikov e utilizzata da diversi rami delle forze armate russe.

## Sviluppo
Sviluppato in particolare dalla ZALA Aero Group in base alle esperienze fatte dall'esercito russo nel teatro di guerra siriano tra il 2015 e il 2018, questo drone tattico è stato presentato per la prima volta alla fiera internazionale delle armi IDEX 2019 svoltasi ad Abu Dhabi, negli Emirati Arabi Uniti.

## Descrizione

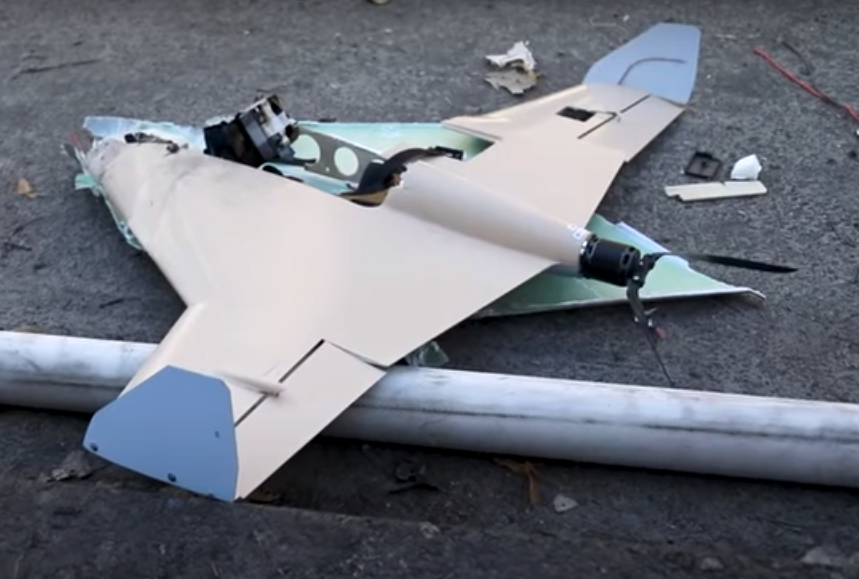
Un KUB abbattuto dall'antiaerea ucraina.

Analizzando gli esemplari mostrati alla sopraccitata fiera o abbattuti durante l'invasione russa dell'Ucraina iniziata il 24 febbraio 2022, è stato possibile osservare come esso abbia una forma triangolare con una lunghezza di 95 cm e un'apertura alare massima di 121,1  cm, mentre il peso del suo carico utile, ossia dei suoi sensori e dell'esplosivo che trasporta, assomma a circa 3 kg.
Una volta lanciato da un sistema a catapulta, il piccolo drone può volare in autonomia o essere controllato fino a 40 km di distanza, tuttavia le sue piccole dimensioni limitano la durata del suo utilizzo a soli 30 minuti. Ciò lo rende inadatto a ruoli di ricognizione, ma il sistema si rivela comunque utile per colpire, con una spesa minima, bersagli a lungo raggio e aiutare a soccorrere le unità bloccate dal fuoco nemico.
 
Di fatto, questo drone soddisfa quindi i bisogni di piccole squadre e plotoni che si trovino a non avere una sufficiente capacità comunicativa da richiedere un attacco che possa lanciare missili nelle zone su cui intendono esercitare influenza.
Il KUB è dotato di una fotocamera a colori, di un sistema di geolocalizzazione satellitare e di un sistema di intelligenza artificiale utili a identificare, tracciare e colpire bersagli in autonomia, ciò in aggiunta alla possibilità di essere pilotato da terra o programmato per seguire una determinata rotta.

La testata può essere programmata per esplodere a una certa altezza, che può essere decisa dall'operatore sia prima del lancio del drone, sia in fase in volo. Qualora il KUB non riesca, per qualunque motivo, a raggiungere il bersaglio programmato o ad acquisirne altri entro il suo tempo di autonomia, esso può anche essere fatto adagiare al suolo per essere utilizzato come mina, pronto a esplodere all'avvicinarsi del nemico.
Per quanto riguarda la propulsione, il drone è azionato da un motore elettrico, così che il volo silenzioso, unitamente alle sue dimensioni ridotte, rendono estremamente difficile rilevarlo o tentare di intercettarlo, consentendogli di avvicinarsi a un bersaglio con una velocità massima di 130 km/h.

## Impiego operativo
Il primo utilizzo ufficiale in un teatro di guerra dello ZALA KUB è stato documentato il 12 marzo 2022, quando uno di questi droni è stato abbattuto dalla contraerea ucraina nei cieli del distretto di Podil, a Kiev, nel corso della sopraccitata invasione russa dell'Ucraina, tuttavia è noto che le forze russe abbiano utilizzato questi droni già prima ad Idlib, in Siria, testandone le capacità su bersagli umani.

## Utilizzatori
Russia
- Forze armate della Federazione Russa

 Siria
- Forze armate siriane